# High Dynamic Range Imaging

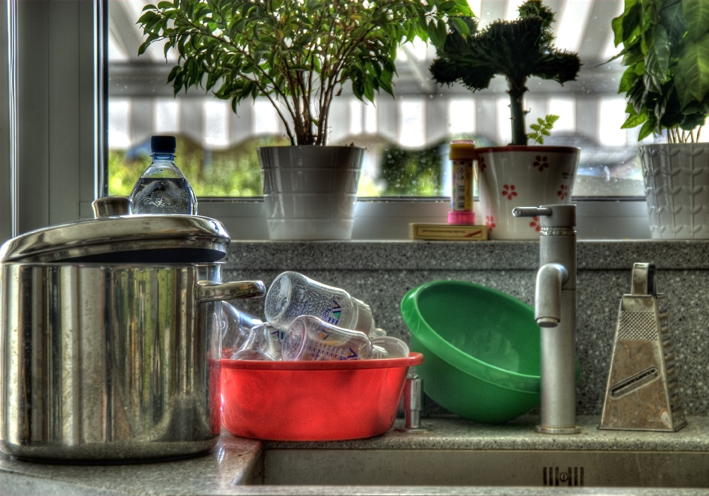
Věra Stuchelová: Hyperreality 2008 - 2010

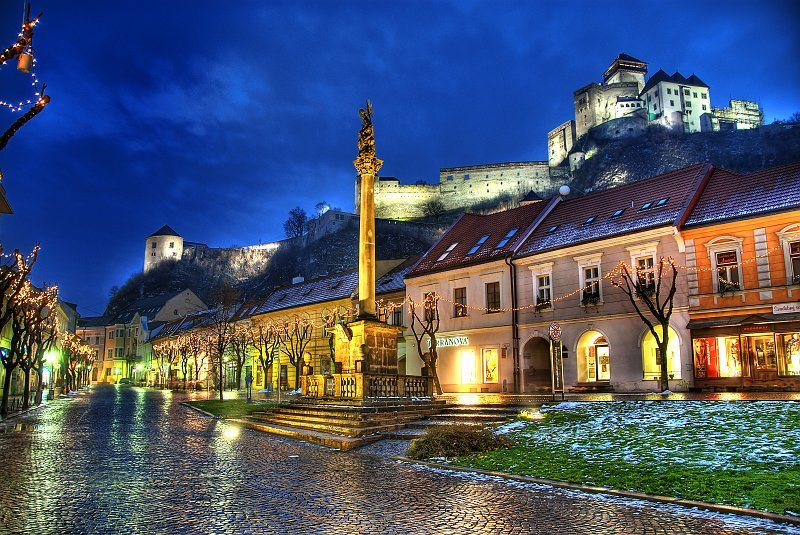
Trenčín za soumraku; HDR obrázek složený z devíti postupných expozic

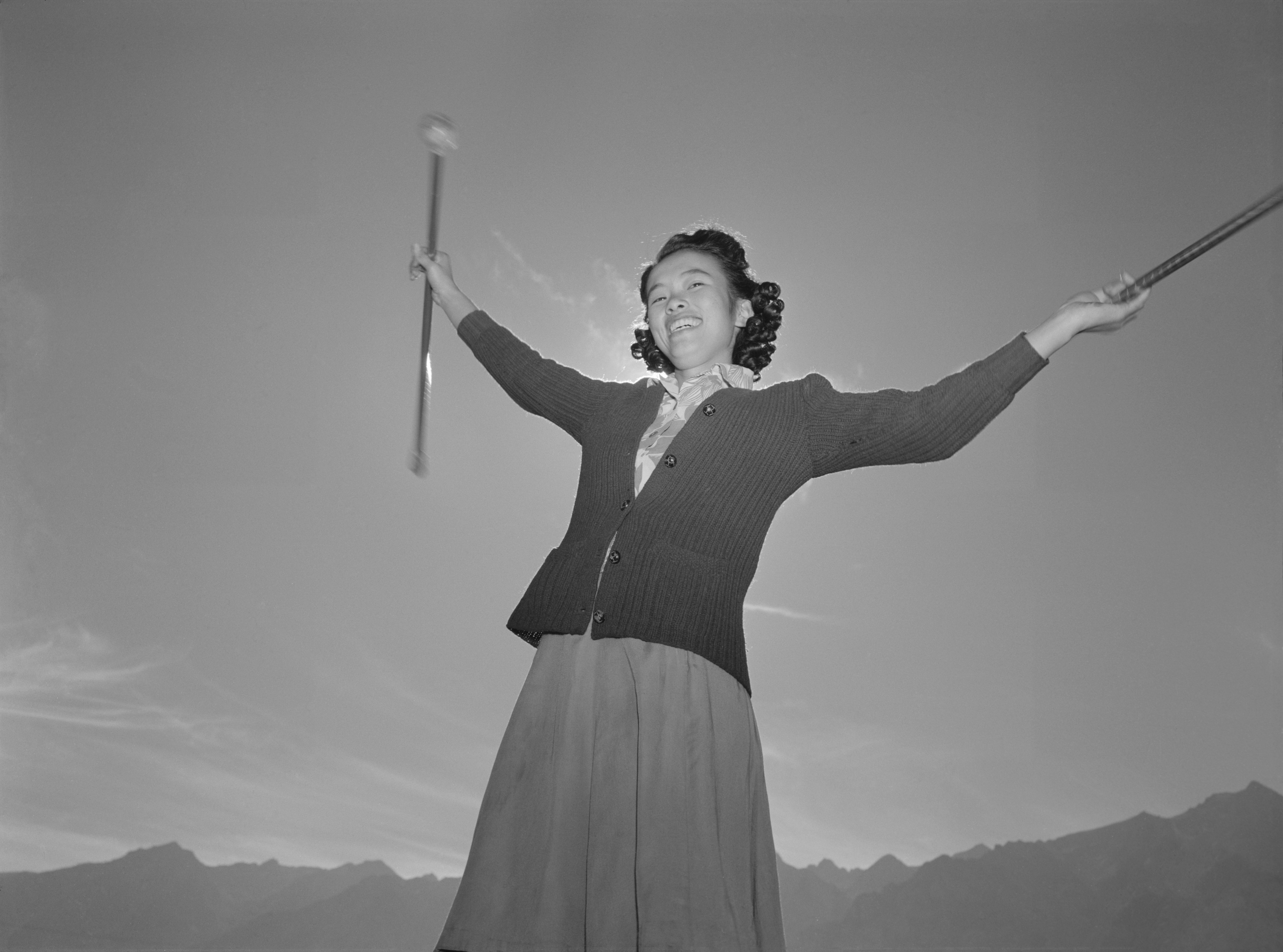
Ansel Adams: Zkouška mažoretek, 1943 HDR se zrodil ze zonálního systému v klasické fotografii

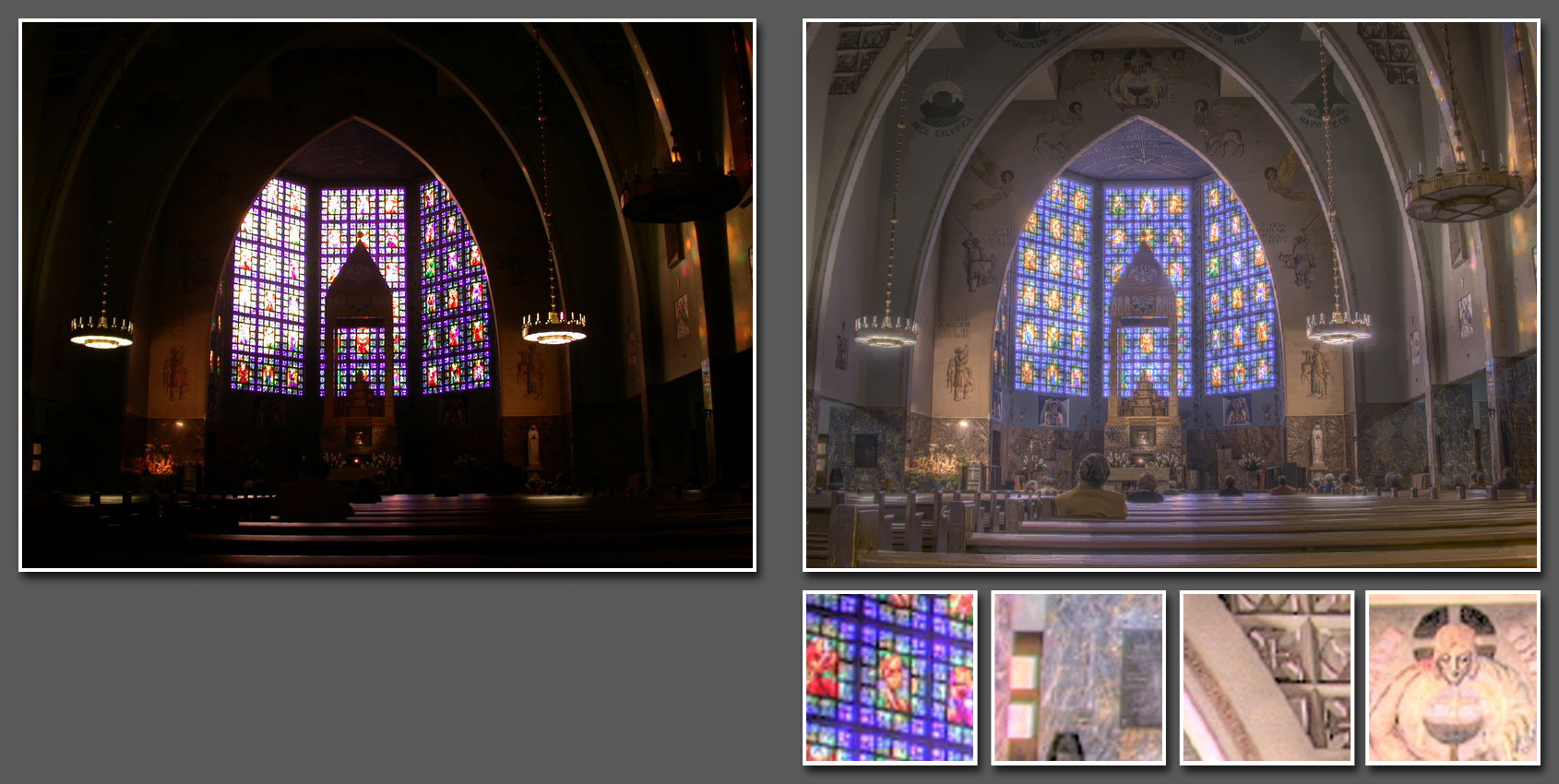
Porovnání snímku kompaktního fotopřístroje (vlevo) a obrázku po užití HDR po tónovém mapování (vpravo) s potlačením (vyrovnáním) dynamiky.

High Dynamic Range Imaging, HDRI nebo jednoduše HDR čili vysoce dynamický rozsah (zobrazení), rozsah expozice je technologie, která se používá k práci s obrázky a videí, jejichž rozsah jasu překračuje možnosti standardních technologií. Nejčastěji se termín HDR používá ve vztahu k pořizování, ukládání a zpracování rastrových obrázků.  
Standardní techniky umožňují rozlišení pouze v určitém rozsahu jasu, což poskytuje velmi úzký dynamický rozsah, často nazývaný SDR (Standard Dynamic Range) nebo LDR (Low Dynamic Range). Mimo tento rozsah není možné žádné barvy zobrazit, a proto v světlejších oblastech vidíme vše jako bílé a v tmavších oblastech vše jako čistě černé. Poměr mezi maximální a minimální tonální hodnotou v obraze se označuje jako dynamický rozsah.  
High Dynamic Range Imaging může být užitečné pro záznam obrazů, které obsahují jasné přímé sluneční světlo nebo velmi temné stíny.

## Vizuální realismus
Technologie HDR byla vytvořena hlavně za účelem přenosu obrazu co nejblíže tomu, jak to vnímá člověk. Dnešní kamery dokáží pořídit snímek pouze v určitém rozsahu jasu, které nemusí vždy odpovídat lidskému vnímání. Z tohoto důvodu je spektrum viditelných barev na záznamu výrazně zúžené. Všechno tmavší než určitá úroveň zčerná a vše příliš světlé zbělá, detaily jsou ztraceny. Můžeme říci, že technologie HDR byla vytvořena proto, aby obraz byl realističtější.
Móda a zdánlivá jednoduchost zpracování HDR však hrály na fotografy krutý vtip - internetové galerie jsou plné strašlivých záběrů ve stylu HDR. Dramatické nebe, šokující detaily, surrealistické barvy... Existuje dokonce rozdělení HDR do tří směrů: realistický, umělecký a grunge.

## Počítačová grafika
V počítačové grafice HDRI znamená nasvícení scény využívající místo klasických světel simulujících reálné světelné zdroje speciální bitmapu HDR. Bitmapa HDR obsahuje informace o všech světlech umístěných na scéně. Tato metoda se používá u scén s lesklými objekty a při kompozici reálného a počítačového modelu, protože osvětlení technologií HDR vypadá velice realisticky.
Výhoda HDR je v rozsahu barev, klasické bitmapové formáty (BMP, JPEG, …) pracují s rozsahem 8 bitů na jednu barvu, což znamená hodnoty 0–255 a až následné osvětlení a dodatečné definování odraznosti. HDR definuje množství světla na daném pixelu – tedy již v HDR textuře je pamatováno, jak se bude předmět opticky chovat. Barevná informace je uložena prakticky neomezeně – používají se čísla s plovoucí desetinnou čárkou, např.: 1,1124545 nebo 4545544,45456. Tvorba HDR obrázků se většinou provádí složením několika různě exponovaných snímků. Síla této technologie, která je mezi 3D modeláři používána již nějakou dobu, je v dokonalejším zobrazení odrazů předmětů (high dynamic range rendering, HDRR nebo HDR Rendering, high dynamic range lighting). Na Internetu je mnoho statických obrázků, které kombinují fotografii s 3D modely a u některých téměř nelze poznat přechod.
HDR používá open source formát souboru OpenEXR s příponou .exr.

## Digitální fotografie
V digitální fotografii HDR označuje techniku skládání více snímků téže scény, pořízených ve stejnou dobu, ale s různými expozičními dobami. Cílem je složit z nich jeden výsledný snímek tak, aby v něm byly současně vidět detaily hodně stinných i hodně světlých míst.

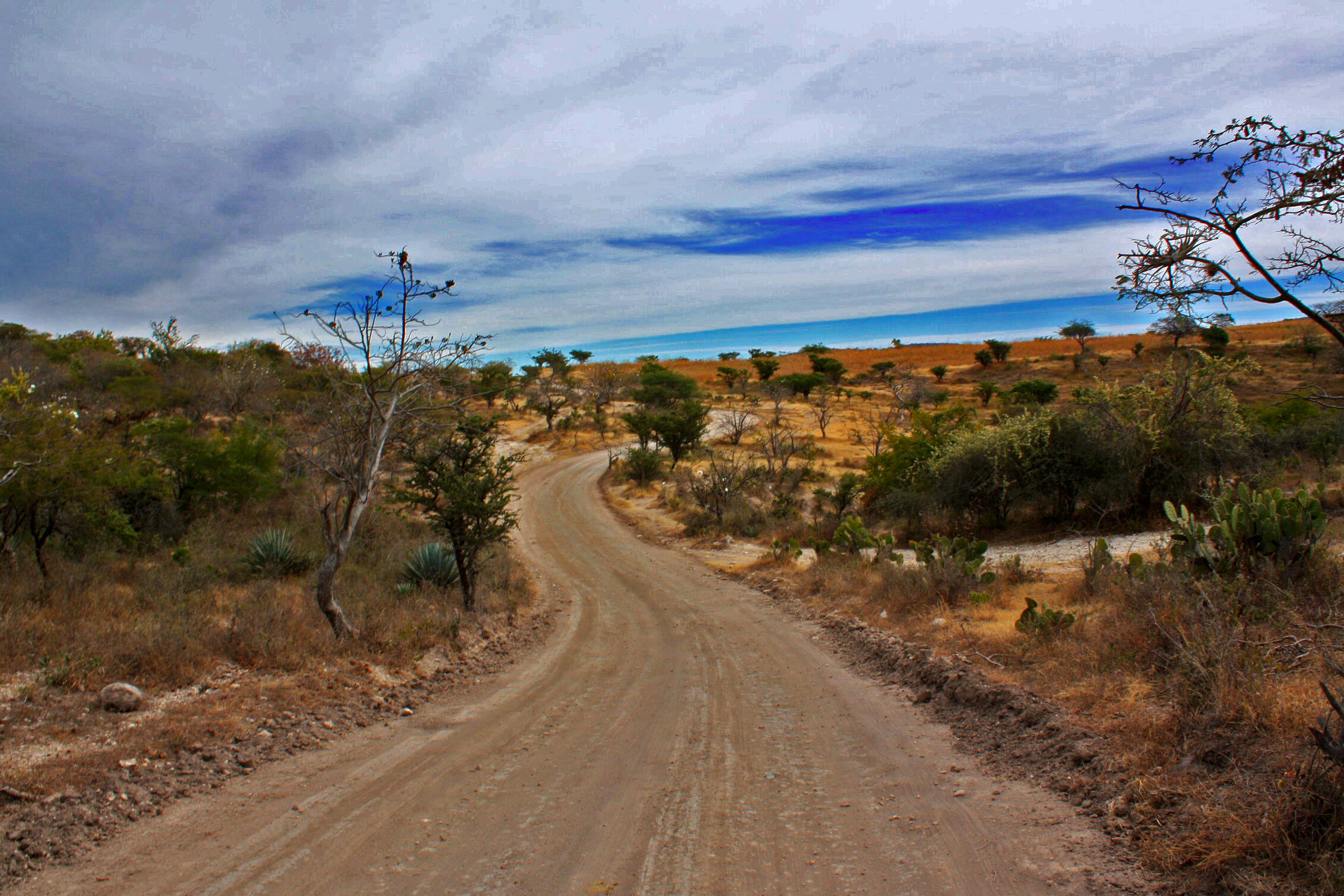
Realistický směr HDR

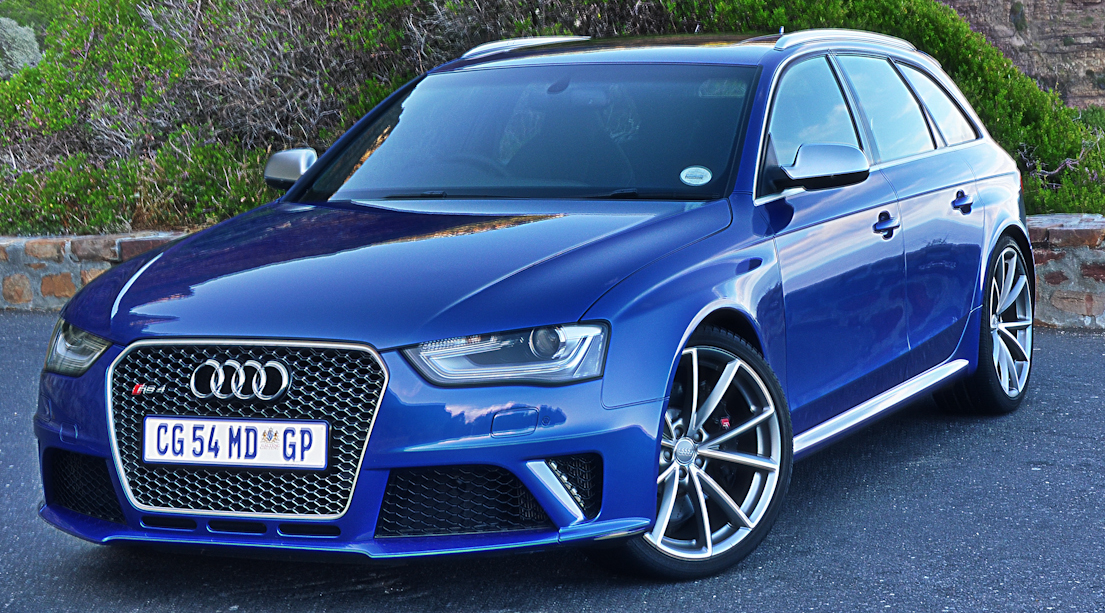
Umělecký směr HDR

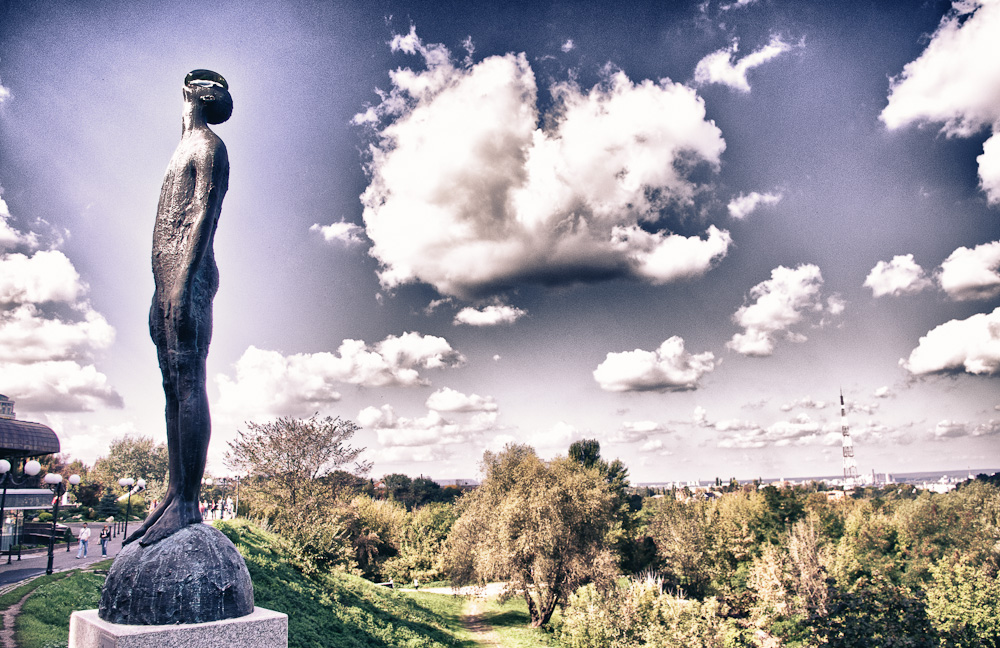
Grunge směr HDR

Lidské oči spolu s mozkem jsou tak přizpůsobivé, že dokážou rozeznat zrnka písku na sluncem ozářené pláži a zároveň i detaily v otvoru do skalní jeskyně opodál. Ale fotografické filmy ani současné obrazové senzory se jim v tom zdaleka nevyrovnají. Také tady program, který spojuje jednotlivé digitální snímky, vytváří výsledek v paměti počítače pomocí čísel z většího rozsahu. Bohužel jakmile se na něj chceme podívat, zase narazíme na známé hranice současných technologií.
Z českých autorů je používáním HDR známý například Petr Zelený.

## Dynamický rozsah ve fotografii
Ve fotografii se dynamický rozsah často měří v hodnotách expozice EV (anglický Exposure value), která se rovná logaritmu se základnou 2, méně často v desítkovém logaritmu (označeném písmenem D). 1EV se rovná 0,3D. Někdy se také používá lineární zápis, například 1 000: 1, který se rovná 3 D nebo přibližně 10 EV.
Zvýšení o 1 EV vynásobí množství světla na obrázku o 2, zatímco pokles o 1 EV sníží množství světla na polovinu. To znamená, abychom mohli ve tmě zachytit co nejvíce podrobností, musíme použít vysokou expozici a abychom co nejrealističtěji zprostředkovali světelný obraz, musíme upravit expozici co nejnižší.
Dynamický rozsah se také používá ve formátech souborů používaných pro záznam fotografií. V tomto případě je určen datovým typem zvoleným autory formátu na základě účelů, pro které je formát určen. Například dynamický rozsah základního formátu JPEG je definován 8bitovým standardem barev sRGB s gama korekcí a je přesně 11,7 EV, ale ve skutečnosti je použitelný pouze 8-9 EV tohoto rozsahu. U formátu Radiance HDR je dynamický rozsah 256 EV.
Termín „dynamický rozsah“ se někdy nazývá jakýkoli poměr jasu na fotografii buď to poměr jasu nejsvětlejších a nejtmavších objektů na fotografii, nebo maximální poměr jasu bílé a černé na monitoru (anglický Contrast ratio)

## Rozšíření dynamického rozsahu
Fotografická šíře moderních fotoaparátů a filmů nestačí k úplnému vyjádření scén světa. To je dobré vidět při fotografování na diapozitiv nebo kompaktní digitální fotoaparát, protože například rozsah jasu noční scény s umělým osvětlením a hlubokými stíny může dosáhnout 20 EV.  
Tento problém lze obejít úpravou osvětlení scény nebo zvýrazněním stínů, což povede k snížení kontrastu obrazu, ale fotografování s bleskem při vysoké expozici však umožňuje vyrovnat kontrast některých scén pořízených ve tmě.  
Ale vyřešit tento problém lze buď zvýšením dynamického rozsahu fotoaparátů, nebo kombinací snímků pořízených s různými expozicemi (technologie HDR), které se poté spojí do jedné fotografie s původními snímky v extrémních stínech i při maximálním světle.

## Obdoba v klasické analogové fotografii
Obdobou v klasické analogové fotografii je zonální systém, fotografická metoda pro optimální zobrazení celého rozsahu jasů ve snímané scenérii, kterou v roce 1941 zformulovali Ansel Adams a Fred R. Archer.
Základním cílem zonálního systému je dosažení kvalitní reprodukce celého rozsahu jasů ve snímané scenérii, tedy dokonalého prokreslení světel a stínů, s korektní tonalitou všech zón šedé škály od černé k bílé, dále pak systém, umožňující kontrolovatelnou změnu tonality a její posouvání v jednotlivých tonálních zónách.
Zonální systém je pak soubor principů a činností, které slouží k dosažení cíle a současně umožňuje poznat zákonitosti dávající autorovi plnou kontrolu nad budoucí tonalitou fotografií, slouží k předem určené změně tonality a převodu barev na šedou škálu.

## HDR v umění
Z českých fotografů se HDR věnuje například
- Věra Stuchelová ve svém cyklu Hyperreality

HDR stejně jako ostatní techniky – a nejen fotografické – jsou "dobrým sluhou, ale zlým pánem" a mohou svádět k nepřiměřenému, nadměrnému užití. Důsledkem pak je přebarvenost, nepřirozenost obrazu, která se z výrazového prostředku snadno stává při neuvážlivém uplatnění až nepříjemnou manýrou.

## Příklady

#### Původní snímky

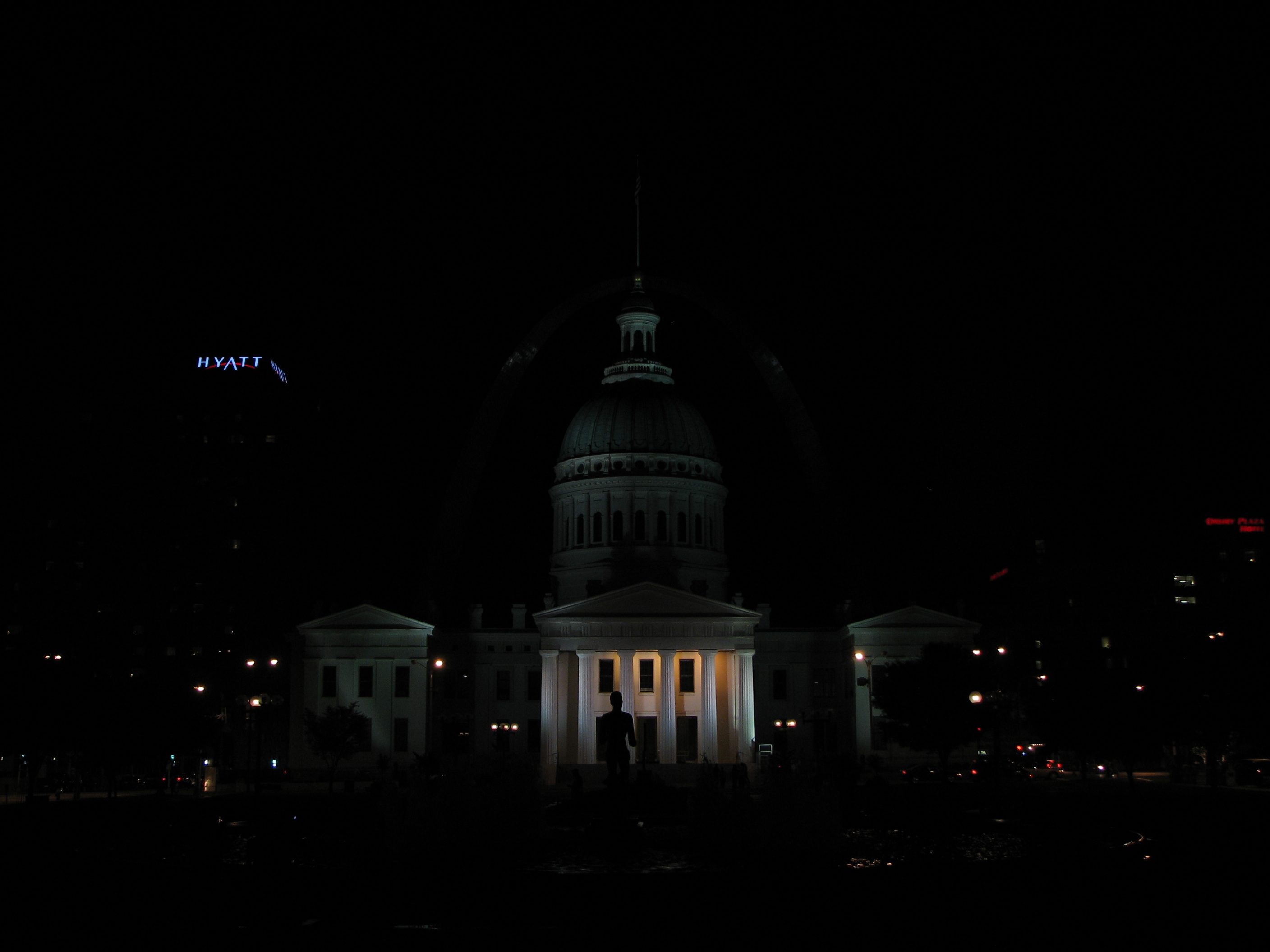
-4 EV
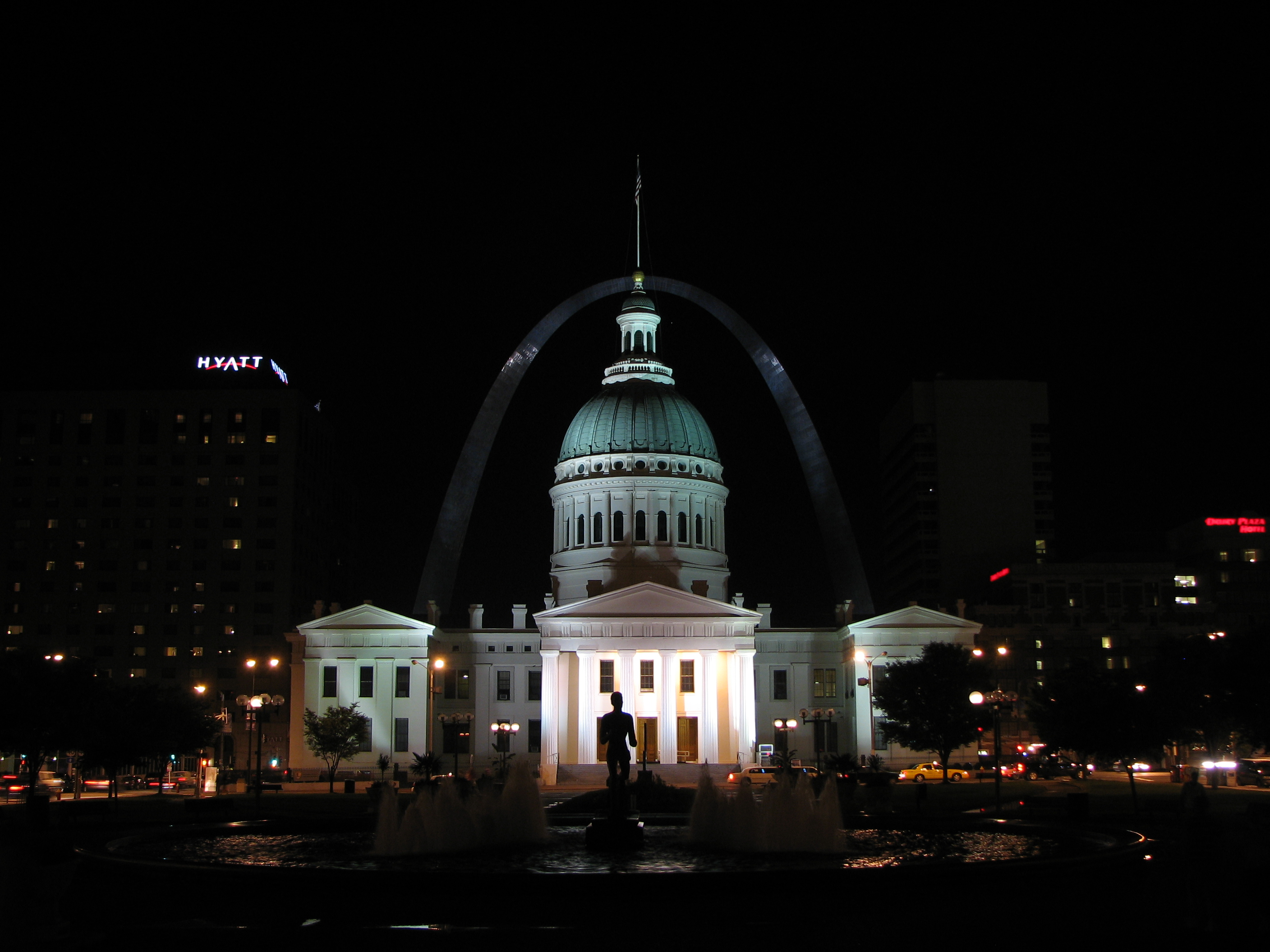
-2 EV
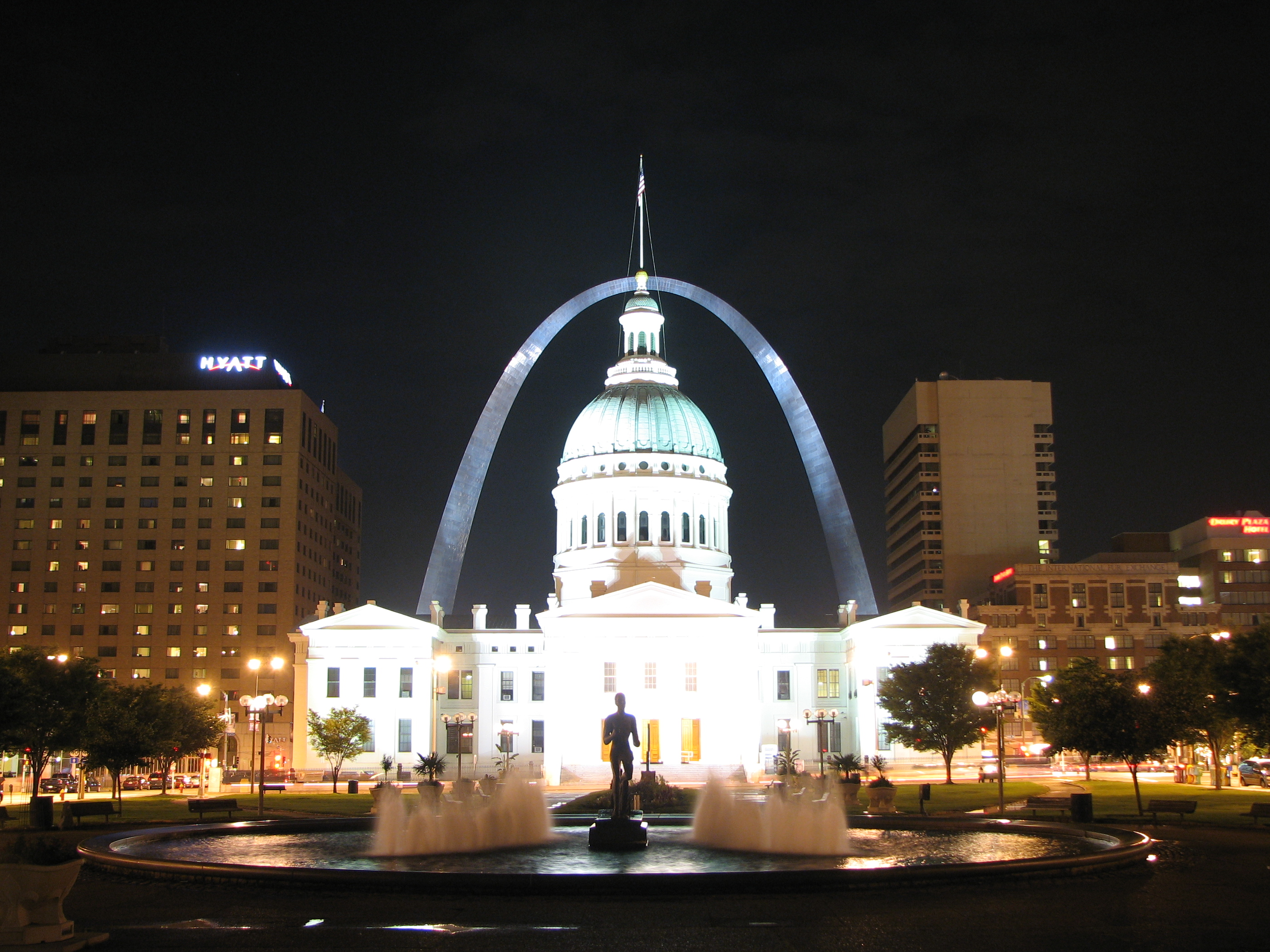
2 EV
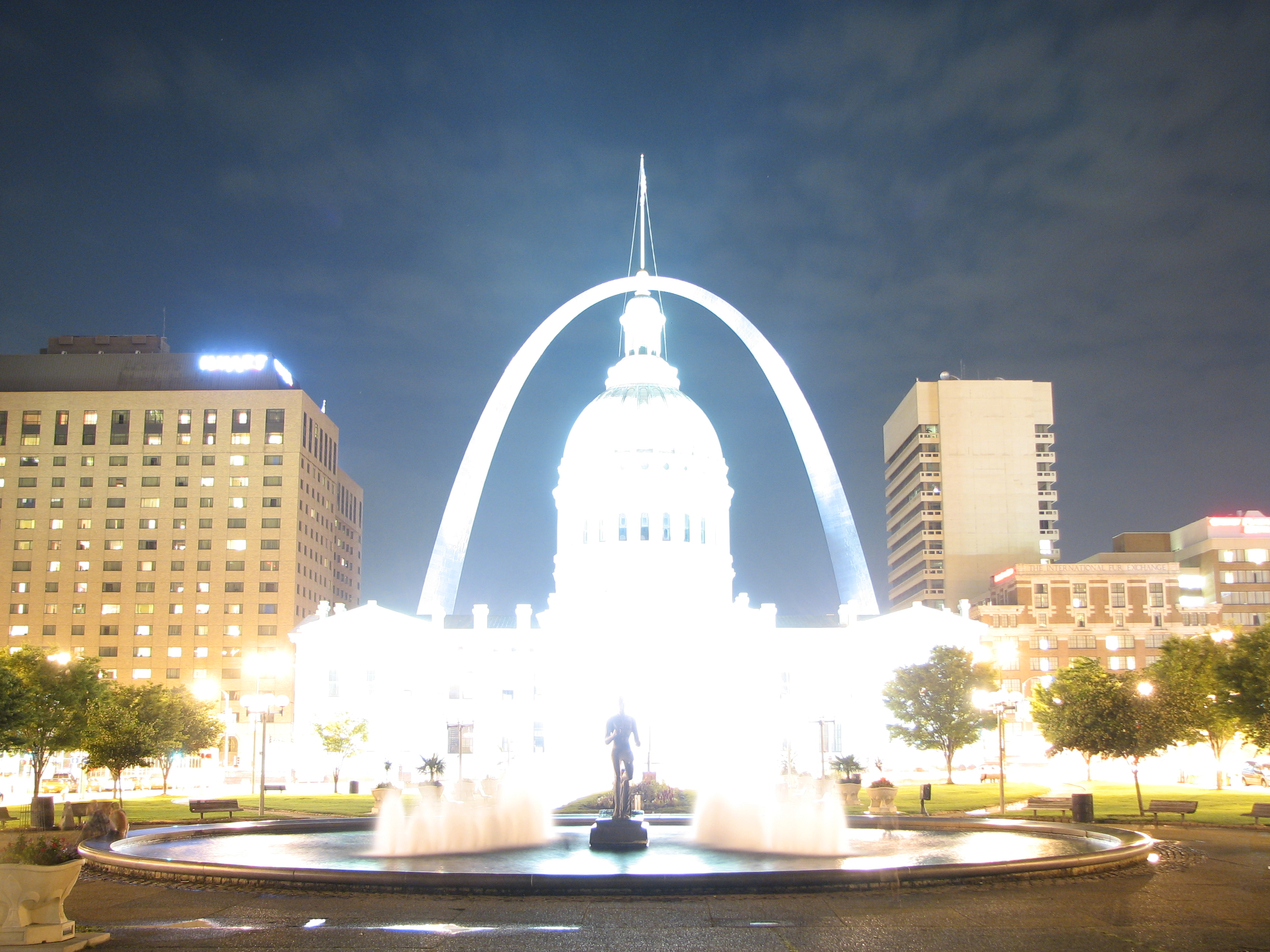
4 EV

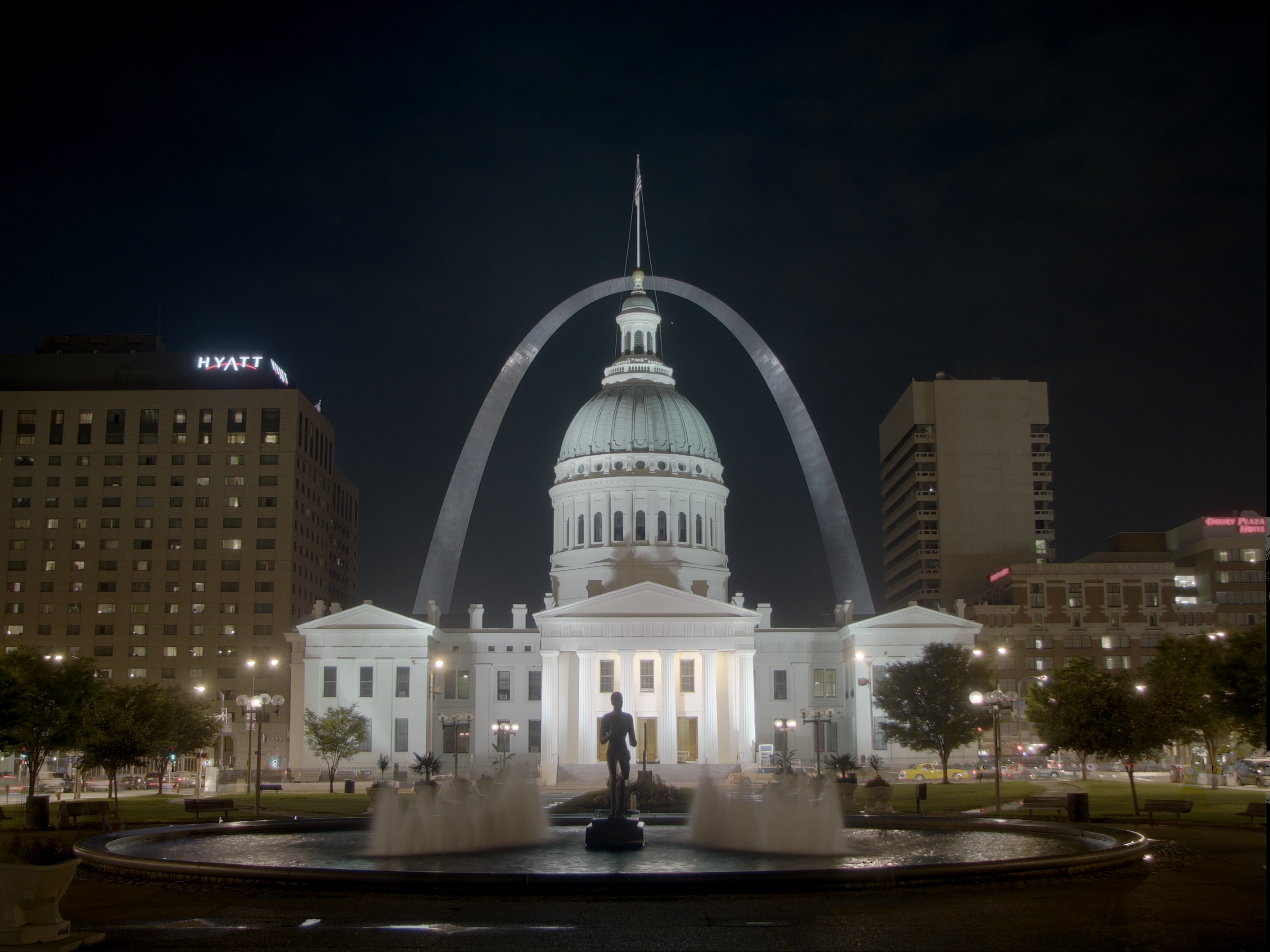
Snížení kontrastu
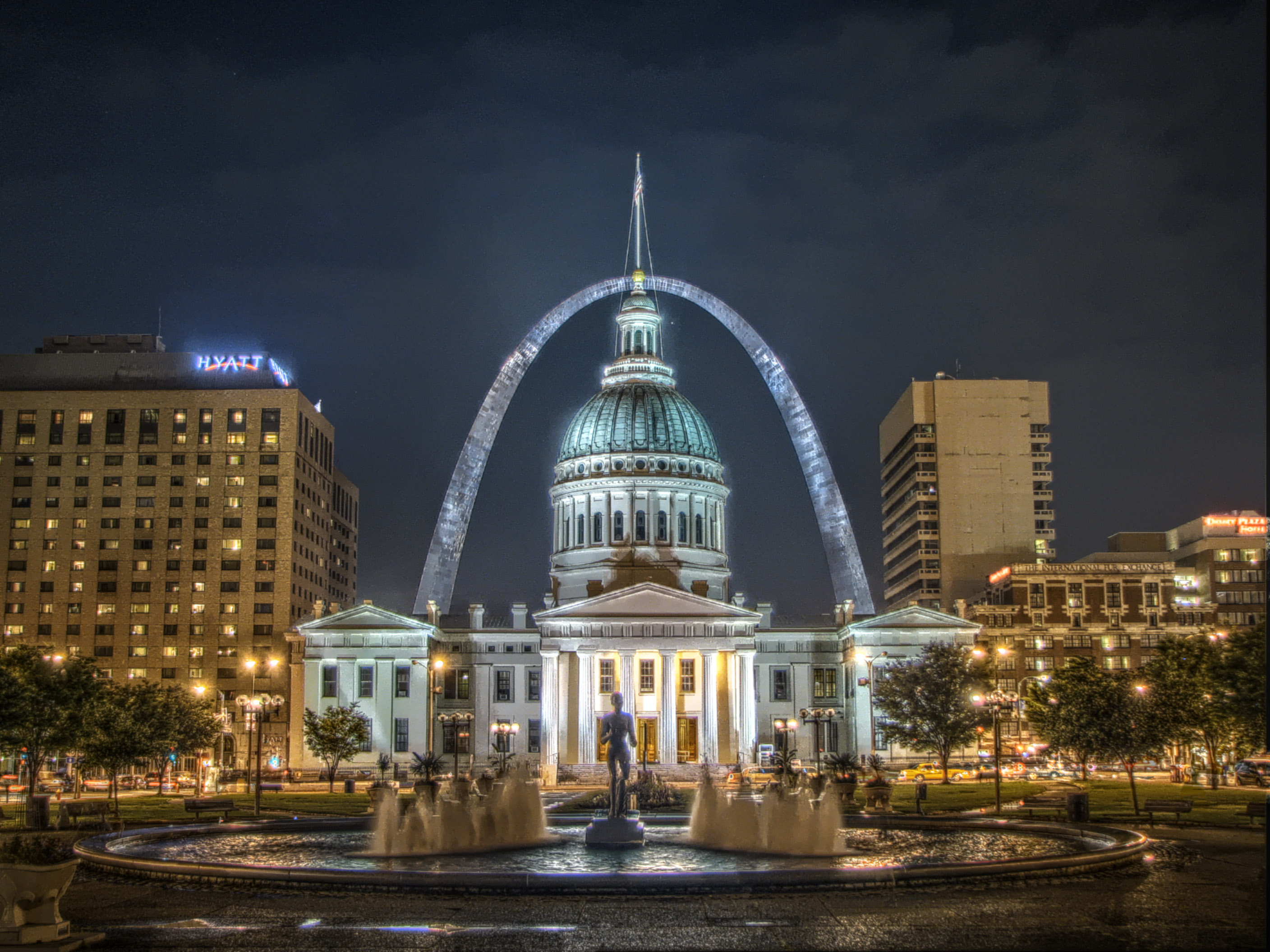
Zobrazení místního tónu
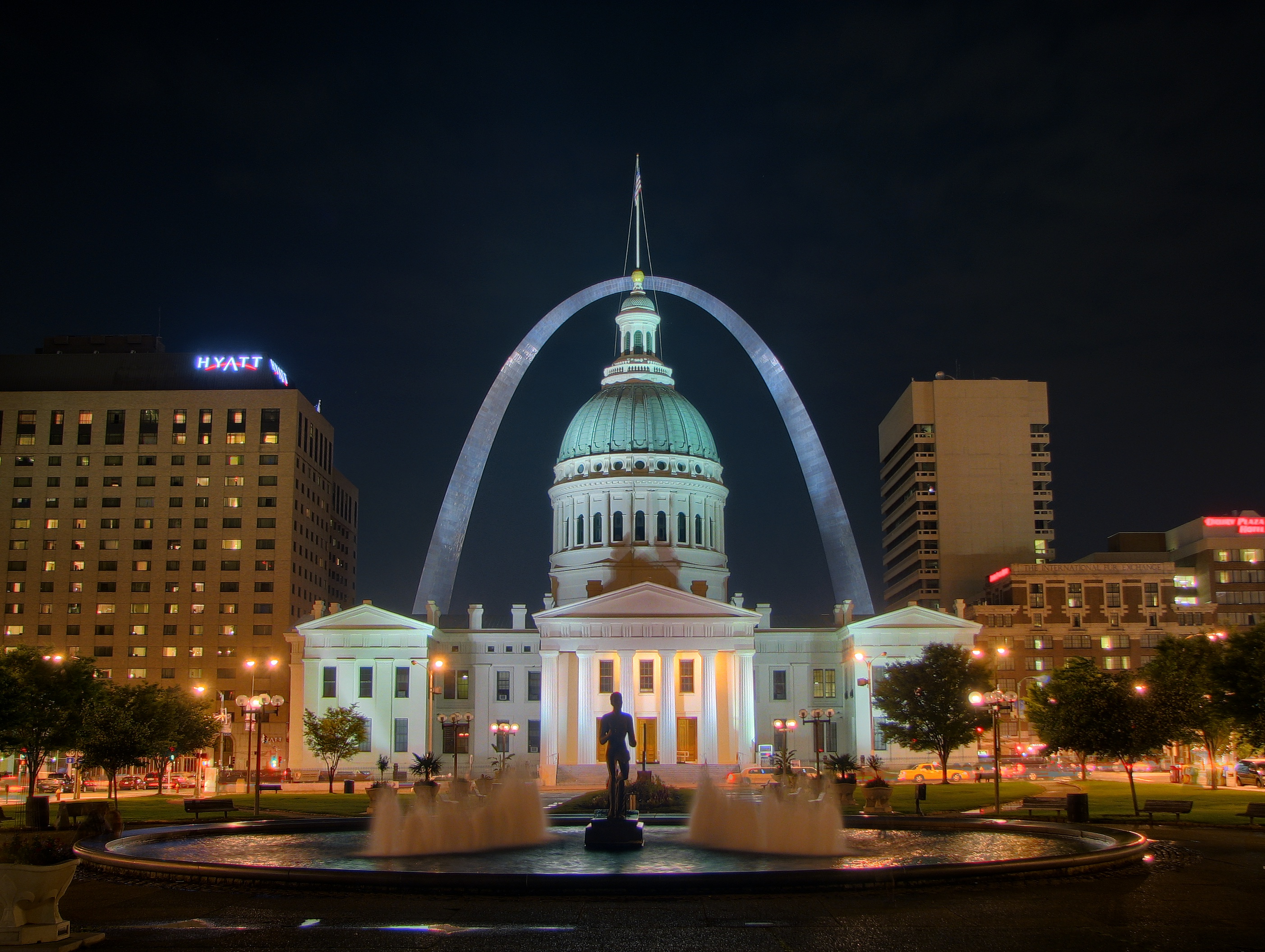
Přirozený výsledek